# Rio do Cerne
O rio do Cerne é um curso de água que banha o estado do Paraná.